# Giải vô địch bóng đá trong nhà thế giới 2000
Giải vô địch bóng đá trong nhà thế giới 2000 được tổ chức từ 18 tháng 11 tới 3 tháng 12 tại Guatemala. Đây là lần thứ tư giải vô địch thế giới được tổ chức dưới sự quản lý của cơ quan điều hành bóng đá thế giới..
Tây Ban Nha giành chức vô địch, sau khi đánh bại Brazil trong trận chung kết. Kết thúc chuỗi vô địch liên tiếp của Brazil và trở thành quốc gia ngoài Nam Mỹ đầu tiên lên ngôi tại giải đấu.

## Vòng loại

### Các quốc gia vượt qua vòng loại
| Giải đấu                                           | Ngày                            | Địa điểm  | Số lượng | Đội tuyển                                         |
| -------------------------------------------------- | ------------------------------- | --------- | -------- | ------------------------------------------------- |
| Chủ nhà                                            |                                 |           | 1        | Guatemala                                         |
| Giải vô địch bóng đá trong nhà châu Á 2000         | 5–12 tháng 5 năm 2000           | Thái Lan  | 3        | Iran · Thái Lan · Kazakhstan                      |
| Giải vô địch bóng đá trong nhà châu Phi 2000       | 16–21 tháng 4 năm 2000          | Ai Cập    | 1        | Ai Cập                                            |
| Giải vô địch bóng đá trong nhà CONCACAF 2000       | 20–29 tháng 7 năm 2000          | Guatemala | 2        | Costa Rica · Cuba                                 |
| Giải vô địch bóng đá trong nhà Nam Mỹ 2000         | 29 tháng 4 - 7 tháng 5 năm 2000 | Brasil    | 3        | Uruguay · Argentina · Brasil                      |
| Giải vô địch bóng đá trong nhà châu Đại Dương 2000 | 21–28 tháng 8 năm 2000          | Vanuatu   | 1        | Úc                                                |
| Vòng loại khu vực UEFA                             | 30 tháng 1 - 5 tháng 3 năm 2000 | Vòng bảng | 5        | Bồ Đào Nha · Tây Ban Nha · Nga · Croatia · Hà Lan |
| Tổng cộng                                          |                                 |           | 16       |                                                   |

## Địa điểm thi đấu
| Thành phố Guatemala                            | Thành phố Guatemala                                       |
| ---------------------------------------------- | --------------------------------------------------------- |
| Domo Polideportivo de la CDAG Sức chứa: 10,000 | Gimnasio Nacional Teodoro Palacios Flores Sức chứa: 8,000 |

## Vòng một

### Bảng A
(18 tháng 11 - 23 tháng 11)
| Đội        | Điểm | Trận | T | H | B | BT | BB | HS  |
| ---------- | ---- | ---- | - | - | - | -- | -- | --- |
| Brasil     | 9    | 3    | 3 | 0 | 0 | 45 | 3  | +42 |
| Bồ Đào Nha | 6    | 3    | 2 | 0 | 1 | 12 | 8  | +4  |
| Guatemala  | 3    | 3    | 1 | 0 | 2 | 10 | 40 | –30 |
| Kazakhstan | 0    | 3    | 0 | 0 | 3 | 8  | 24 | –16 |

| Guatemala  | 2 - 6  | Bồ Đào Nha |
| Brasil     | 12 - 1 | Kazakhstan |
| Brasil     | 4 - 0  | Bồ Đào Nha |
| Guatemala  | 6 - 5  | Kazakhstan |
| Bồ Đào Nha | 6 - 2  | Kazakhstan |
| Guatemala  | 2 - 29 | Brasil     |

### Bảng B
(20 tháng 11 - 23 tháng 11)
| Đội      | Điểm | Trận | T | H | B | BT | BB | HS  |
| -------- | ---- | ---- | - | - | - | -- | -- | --- |
| Hà Lan   | 9    | 3    | 3 | 0 | 0 | 14 | 5  | +9  |
| Ai Cập   | 6    | 3    | 2 | 0 | 1 | 14 | 7  | +7  |
| Uruguay  | 3    | 3    | 1 | 0 | 2 | 7  | 8  | –1  |
| Thái Lan | 0    | 3    | 0 | 0 | 3 | 2  | 17 | –15 |

| Uruguay | 4 - 1 | Thái Lan |
| Hà Lan  | 5 - 3 | Ai Cập   |
| Ai Cập  | 7 - 0 | Thái Lan |
| Hà Lan  | 3 - 1 | Uruguay  |
| Hà Lan  | 6 - 1 | Thái Lan |
| Ai Cập  | 4 - 2 | Uruguay  |

### Bảng C
(19 tháng 11 - 23 tháng 11)
| Đội        | Điểm | Trận | T | H | B | BT | BB | HS  |
| ---------- | ---- | ---- | - | - | - | -- | -- | --- |
| Nga        | 9    | 3    | 3 | 0 | 0 | 20 | 4  | +16 |
| Croatia    | 6    | 3    | 2 | 0 | 1 | 12 | 5  | +7  |
| Costa Rica | 3    | 3    | 1 | 0 | 2 | 8  | 12 | –4  |
| Úc         | 0    | 3    | 0 | 0 | 3 | 3  | 22 | –19 |

| Nga        | 4 - 2  | Croatia    |
| Costa Rica | 6 - 2  | Úc         |
| Nga        | 6 - 1  | Costa Rica |
| Croatia    | 6 - 0  | Úc         |
| Croatia    | 4 - 1  | Costa Rica |
| Nga        | 10 - 1 | Úc         |

### Bảng D
(19 tháng 11 - 23 tháng 11)
| Đội         | Điểm | Trận | T | H | B | BT | BB | HS  |
| ----------- | ---- | ---- | - | - | - | -- | -- | --- |
| Tây Ban Nha | 9    | 3    | 3 | 0 | 0 | 19 | 2  | +17 |
| Argentina   | 6    | 3    | 2 | 0 | 1 | 10 | 5  | +5  |
| Iran        | 3    | 3    | 1 | 0 | 2 | 6  | 9  | –3  |
| Cuba        | 0    | 3    | 0 | 0 | 3 | 1  | 20 | –19 |

| Tây Ban Nha | 9 - 0 | Cuba      |
| Argentina   | 2 - 1 | Iran      |
| Argentina   | 8 - 1 | Cuba      |
| Tây Ban Nha | 7 - 2 | Iran      |
| Iran        | 3 - 0 | Cuba      |
| Tây Ban Nha | 3 - 0 | Argentina |

## Vòng hai

### Bảng E
(26 tháng 11 - 29 tháng 11)
| Đội       | Điểm | Trận | T | H | B | BT | BB | HS  |
| --------- | ---- | ---- | - | - | - | -- | -- | --- |
| Brasil    | 9    | 3    | 3 | 0 | 0 | 22 | 7  | +15 |
| Nga       | 3    | 3    | 1 | 0 | 2 | 13 | 13 | 0   |
| Ai Cập    | 3    | 3    | 1 | 0 | 2 | 13 | 20 | –7  |
| Argentina | 3    | 3    | 1 | 0 | 2 | 6  | 14 | –8  |

| Nga       | 7 - 1  | Argentina |
| Brasil    | 12 - 4 | Ai Cập    |
| Ai Cập    | 6 - 4  | Nga       |
| Brasil    | 4 - 1  | Argentina |
| Argentina | 4 - 3  | Ai Cập    |
| Brasil    | 6 - 2  | Nga       |

### Bảng F
(25 tháng 11 - 28 tháng 11)
| Đội         | Điểm | Trận | T | H | B | BT | BB | HS  |
| ----------- | ---- | ---- | - | - | - | -- | -- | --- |
| Tây Ban Nha | 9    | 3    | 3 | 0 | 0 | 15 | 1  | +14 |
| Bồ Đào Nha  | 6    | 3    | 2 | 0 | 1 | 7  | 5  | +2  |
| Croatia     | 3    | 3    | 1 | 0 | 2 | 6  | 10 | –4  |
| Hà Lan      | 0    | 3    | 0 | 0 | 3 | 3  | 15 | –12 |

| Bồ Đào Nha  | 3 - 1 | Hà Lan     |
| Tây Ban Nha | 5 - 0 | Croatia    |
| Croatia     | 5 - 2 | Hà Lan     |
| Tây Ban Nha | 3 - 1 | Bồ Đào Nha |
| Bồ Đào Nha  | 3 - 1 | Croatia    |
| Tây Ban Nha | 7 - 0 | Hà Lan     |

## Vòng chung kết
|  | Bán kết                          | Bán kết |                                  |   | Chung kết | Chung kết |
|  |                                  |         |                                  |   |           |           |
|  | 1 tháng 12 - Thành phố Guatemala |         |                                  |   |           |           |
|  |                                  |         |                                  |   |           |           |
|  | Tây Ban Nha                      | 3       |                                  |   |           |           |
|  | Tây Ban Nha                      | 3       | 3 tháng 12 - Thành phố Guatemala |   |           |           |
|  | Nga                              | 2       |                                  |   |           |           |
|  | Nga                              | 2       | Tây Ban Nha                      | 4 |           |           |
|  | 1 tháng 12 - Thành phố Guatemala |         | Tây Ban Nha                      | 4 |           |           |
|  |                                  | Brasil  | 3                                |   |           |           |
|  | Brasil                           | Brasil  | 3                                | 8 |           |           |
|  | Brasil                           |         |                                  | 8 |           |           |
|  | Bồ Đào Nha                       | 0       |                                  |   |           |           |
|  | Bồ Đào Nha                       | 0       | Tranh hạng ba                    |   |           |           |
|  |                                  |         |                                  |   |           |           |
|  | 3 tháng 12 - Thành phố Guatemala |         |                                  |   |           |           |
|  |                                  |         |                                  |   |           |           |
|  | Nga                              | 2       |                                  |   |           |           |
|  | Nga                              | 2       |                                  |   |           |           |
|  | Bồ Đào Nha                       | 4       |                                  |   |           |           |

### Bán kết
| Tây Ban Nha | 3–2 | Nga |
| ----------- | --- | --- |
|             |     |     |

| Brasil | 8–0 | Bồ Đào Nha |
| ------ | --- | ---------- |
|        |     |            |

### Tranh hạng ba
| Bồ Đào Nha | 4 – 2 | Nga |
| ---------- | ----- | --- |
|            |       |     |

### Chung kết
| Tây Ban Nha                                                                    | 4 – 3    | Brasil                                        |
| ------------------------------------------------------------------------------ | -------- | --------------------------------------------- |
| Daniel 2' (ph.đ.) · Javi Sánchez 20' · Javi Rodríguez 36' (ph.đ.), 39' (ph.đ.) | Chi tiết | 18' Anderson · 30' Manoel Tobías · 35' Vander |

## Vô địch
| Vô địch Giải vô địch bóng đá trong nhà thế giới 2000 |
| ---------------------------------------------------- |
| · Tây Ban Nha · Lần đầu                              |